# ISO 3166
ISO 3166은 전 세계의 나라와 부속 영토, 나라의 주요 구성 단위의 명칭에 고유 부호를 부여하는 국제 표준으로 세 가지 세부 표준으로 구성된다.
- ISO 3166-1 : 국가와 부속 영토 명칭 부호 (1974년 처음 공표)

1. ISO 3166-1 alpha-2 두 자리 국가코드
2. ISO 3166-1 alpha-3 세 자리 국가코드
3. ISO 3166-1 numeric 세 자리 (숫자) 국가번호

- ISO 3166-2 : 국가나 부속 영토의 주요 구성 단위의 명칭에 부호 부여

1. ISO 3166-2:2000-06-21 Newsletter I-1
2. ISO 3166-2:2002-05-21 Newsletter I-2
3. ISO 3166-2:2002-08-20 Newsletter I-3
4. ISO 3166-2:2002-12-10 Newsletter I-4
5. ISO 3166-2:2003-09-05 Newsletter I-5
6. ISO 3166-2:2004-03-08 Newsletter I-6

- ISO 3166-3 : 폐기된 ISO 3166-1 부호를 대체하는 부호 부여 (1998년 처음 공표)